# Probrachista nepalensis
Probrachista nepalensis är en stekelart som beskrevs av Gennaro Viggiani 1968. Probrachista nepalensis ingår i släktet Probrachista och familjen hårstrimsteklar.
Artens utbredningsområde är Nepal. Inga underarter finns listade i Catalogue of Life.